# Baruch Tercatin
Baruch Tercatin (în limba ebraică: ברוך טרקטין n.1 mai 1928 - d.5 iunie 2024) a fost un scriitor și istoric israelian în limbile română și ebraică, având pregătire rabinică și de inginer, evreu originar din România.

## Biografie
Baruch Tercatin s-a născut în 1928 la Iași în România ca fiu al lui Iacob Kopel Tercatin și al lui Malca născută Mehles. A crescut într-o atmosferă tradițională hasidică.A avut două surori și un frate, Isaac, care a fost comandant al cercului sionist de tineret Beitar din Iași și s-a numărat printre  emigranții "ilegali" care au plecat spre Palestina și care au pierit pe vaporul Struma.  
Tercatin a învățat la o școală elementară de stat din Iași din care, ca urmare a legilor antievreiești din 1940, a fost exmatriculat, și a fost nevoit să continue studiile la o școală înființată de comunitatea evreiască. Spre sfârșitul anilor de război s-a mutat cu familia la Bucuresti și a învățat la liceul evreiesc  „Cultura”.După căderea regimului antonescian a putut sa se inscrie la studii de inginerie la Institutul Politehnic din București, pe care le-a absolvit în 1950. În iunie 1950 a emigrat în Israel. În august 1958 s-a căsătorit cu Roza, născută Brenda.
Tercatin a avut o activitate prodigioasă în arena culturală a evreilor români în Israel și România. A colaborat permanent în presa de limba română din Israel cu pericopa săptămânii și comentarii biblice. De asemenea a redactat Calendarul iudaic tipărit anual de revista Realitatea Evreiască din București.  A fost membru in comitetul executiv al Asociatiei Scriitorilor Israelieni de limbă română, de asemenea membru în comitetul executiv preparator al Muzeului evreilor originari din România în Israel, vicepreședinte al Muzeului Struma din Beer Sheva, președinte de onoare al comitetului de redacție al săptămânalului israelian în limba română Jurnalul Săptămânii și consilier în domeniul iudaismului al revistei Realitatea Evreiască, organul Federației Comunităților Evreiești din România și al Editurii Hasefer din București.

## Viața privată
Tercatin a rămas văduv în 2018 după o căsnicie de 60 ani.
A murit în iunie 2024 la Tel Aviv.

## Omagii
- 2004 - Cetățean de onoare al orașului Tel Aviv
- 2000 - Premiul Sara și Haim Ianculovici - la Haifa [1]
- decembrie 2010 - împreună cu Lucian-Zeev Herșcovici - Premiul Academiei Române, pentru lucrarea enciclopedică „Prezențe rabinice în spațiul românesc - secolele XVI-XXI”

## Cărți

### În limba română
- 2000, 2003 - Din înțelepciunea Torei și a hasidismului
- 2002, 2007 - cu prof.dr.Viorica S.Constantinescu - Dicționar de personaje biblice și reprezentarea lor în arte
- 2004 - Pirkei Avot - Sfaturile întelepților poporului evreu
- 2005 - Sulul Esterei
- 2006 - Meghilat Rut
- 2016 - Povestiri hasidice
- 2017 - Privind spre Ierusalim - carte autobiografică
- 2018 -cu Șef-rabinul Menachem Hacohen Hagada de Pesah. Legi de cult, comentarii și tradiții
- cu Șef-rabinul Menachem Hacohen Cartea vieții omului

### În limba ebraică
- 2004 - cu dr Dani Koren - Ish hazon vehagshama, hayey ufoolo shel Itzhak Koren (Vizionar și om de acțiune, viața și activitatea lui Itzhak Koren), Hotzaat Igud Beit Bessarabia
- 2012 -cu dr.Lucian-Zeev Herșcovici -  Entziklopedia leyahadut Romania - rabanim, admorim, manhighim, batei knesset beavar uvahovè (Enciclopedia iudaismului din Romania - rabini, admorim, conducatori, sinagogi în trecut și prezent), Institutul Harav Kook, Ierusalim
- 2017 - Esa einay lirushalaiym  (Privind spre Ierusalim) - carte autobiografică, traducere din română de Yotam Reuveni, Editura A.M.I.R. - Asociația unită a israelienilor originari din România